# Premi e riconoscimenti delle T-ara
Questo è l'elenco dei premi e delle nomination ricevute dalla band sudcoreana T-ara.

## Premi coreani
Asia Jewelry Awards
| Anno | Opera nominata | Premio        | Risultato       |
| ---- | -------------- | ------------- | --------------- |
| 2011 | T-ara          | Diamond Award | Vincitore/trice |

Cyworld Digital Music Awards
Cyworld Digital Music Awards è una comunità virtuale sudcoreana.
| Anno | Opera nominata                       | Premio                       | Risultato       |
| ---- | ------------------------------------ | ---------------------------- | --------------- |
| 2009 | Lies                                 | Esordiente del mese (agosto) | Vincitore/trice |
| 2009 | TTL (Time To Love) (con i Supernova) | Ting's Choice Artist Award   | Vincitore/trice |
| 2009 | TTL Listen 2 (con i Supernova)       | Ting's Choice Artist Award   | Vincitore/trice |

Circle Chart Grand Opening Awards
| Anno | Opera nominata                        | Premio         | Risultato       |
| ---- | ------------------------------------- | -------------- | --------------- |
| 2010 | Wonder Woman (con le SeeYa e Davichi) | Ringtone Award | Vincitore/trice |

Circle Chart Awards
| Anno | Opera nominata | Premio                      | Risultato       |
| ---- | -------------- | --------------------------- | --------------- |
| 2012 | Roly-Poly      | Canzone dell'Anno (luglio)  | Vincitore/trice |
| 2013 | Lovey-Dovey    | Canzone dell'Anno (gennaio) | Vincitore/trice |

Golden Disk Awards
I Golden Disk Awards sono stati fondati nel 1986 e sono organizzati annualmente dall'Associazione Industriale della musica in Corea per premiare i maggiori risultati ottenuti nel corso dell'anno precedente. Il Main Award (Disk Bonsang) viene assegnato all'artista scelto dai giudici tra un massimo di dieci artisti selezionati tramite votazioni online. Il Grand Prize (Disk Daesang) è l'equivalente di Artista dell'anno, e viene consegnato a colui che realizza il miglior album tra coloro che erano già stati nominati per il Main Award.
| Anno | Opera nominata | Premio              | Risultato       |
| ---- | -------------- | ------------------- | --------------- |
| 2009 | T-ara          | Premio Esordienti   | Vincitore/trice |
| 2010 | Breaking Heart | Disk Bonsang        | Candidato/a     |
| 2010 | Breaking Heart | Premio Popolarità   | Candidato/a     |
| 2012 | Funky Town     | Disk Album Award    | Candidato/a     |
| 2012 | Lovey-Dovey    | Digital Music Award | Vincitore/trice |
| 2012 | T-ara          | Premio Popolarità   | Candidato/a     |

GSL Tour Awards
| Anno | Opera nominata | Premio                   | Risultato       |
| ---- | -------------- | ------------------------ | --------------- |
| 2011 | T-ara          | Miglior Gruppo Femminile | Vincitore/trice |

Korea Cultural & Entertainment Awards
| Anno | Opera nominata | Premio              | Risultato       |
| ---- | -------------- | ------------------- | --------------- |
| 2012 | T-ara          | Miglior Gruppo Idol | Vincitore/trice |

KoreanUpdates Awards
| Anno | Opera nominata | Premio                   | Risultato       |
| ---- | -------------- | ------------------------ | --------------- |
| 2013 | T-ara          | Miglior Gruppo Femminile | Vincitore/trice |
| 2013 | Number 9       | Canzone dell'Anno        | Vincitore/trice |

Melon Music Awards
I Melon Music Awards sono premi annuali che si basano sulle vendite online.
| Anno | Opera nominata | Premio                 | Risultato       |
| ---- | -------------- | ---------------------- | --------------- |
| 2010 | T-ara          | Bonsang Award (Top 10) | Vincitore/trice |
| 2011 | T-ara          | Bonsang Award          | Candidato/a     |
| 2011 | Roly-Poly      | Miglior Video Musicale | Vincitore/trice |
| 2012 | T-ara          | Bonsang Award (Top 10) | Vincitore/trice |

Mnet Asian Music Awards
Gli Mnet Asian Music Awards sono organizzati annualmente da Mnet Media. Il Daesang Award (Grand Prize) equivale ad Artista dell'anno.
| Anno | Opera nominata                    | Premio                                         | Risultato   |
| ---- | --------------------------------- | ---------------------------------------------- | ----------- |
| 2009 | T-ara                             | Miglior Esordiente Femminile                   | Candidato/a |
| 2010 | T-ara                             | Premio Gruppo Femminile                        | Candidato/a |
| 2010 | Bo Peep Bo Peep                   | Miglior Esibizione di Ballo – Gruppo femminile | Candidato/a |
| 2011 | Roly-Poly                         | Miglior Esibizione di Ballo – Gruppo femminile | Candidato/a |
| 2011 | Roly-Poly                         | Canzone dell'Anno                              | Candidato/a |
| 2012 | T-ara                             | Miglior Gruppo Femminile                       | Candidato/a |
| 2012 | T-ara                             | Artista dell'Anno                              | Candidato/a |
| 2012 | Davichi & T-ara – We Were in Love | Miglior Collaborazione                         | Candidato/a |

Mnet 20's Choice Awards
Gli Mnet 20's Choice Awards premiano i migliori artisti dell'estate.
| Anno | Opera nominata | Premio                | Risultato       |
| ---- | -------------- | --------------------- | --------------- |
| 2010 | T-ara          | Artista più influente | Vincitore/trice |
| 2011 | T-ara          | Hot Balance Star      | Candidato/a     |
| 2014 | T-ara          | Mnet Show Champion    | Vincitore/trice |

MTN Awards
| Anno | Opera nominata | Premio        | Risultato       |
| ---- | -------------- | ------------- | --------------- |
| 2011 | T-ara          | Top CF models | Vincitore/trice |

Seoul Music Award
I Seoul Music Award sono stati fondati nel 1990 e sono organizzati annualmente da Sports Korea per premiare i maggiori risultati ottenuti nel corso dell'anno precedente. Il Daesang Award (Grand Prize) equivale al premio Artista dell'anno, mentre il Bonsang Award (Main Prize) viene assegnato all'artista scelto dai giudici tra un massimo di dieci artisti selezionati tramite votazioni online.
| Anno | Opera nominata | Premio                | Risultato       |
| ---- | -------------- | --------------------- | --------------- |
| 2010 | T-ara          | Miglior Nuovo Artista | Vincitore/trice |
| 2011 | T-ara          | Bonsang Award         | Candidato/a     |
| 2011 | T-ara          | Premio Popolarità     | Candidato/a     |
| 2012 | T-ara          | Bonsang Award         | Vincitore/trice |
| 2012 | Roly-Poly      | Digital Music Award   | Vincitore/trice |
| 2013 | T-ara          | Bonsang Award         | Candidato/a     |
| 2013 | T-ara          | Premio Popolarità     | Candidato/a     |

## Giappone
Billboard Japan Awards
| Anno | Opera nominata | Premio                 | Risultato       |
| ---- | -------------- | ---------------------- | --------------- |
| 2012 | T-ara          | Top Pop Artist of 2011 | Vincitore/trice |

## Premi internazionali
Soompi Gayo Awards
| Anno | Opera nominata | Premio                     | Risultato       |
| ---- | -------------- | -------------------------- | --------------- |
| 2011 | Roly-Poly      | Canzone dell'Anno          | Vincitore/trice |
| 2012 | T-ara          | Top Gruppi Femminili (oro) | Vincitore/trice |
| 2012 | T-ara          | Top 10 Artists (#3)        | Vincitore/trice |
| 2012 | Lovey-Dovey    | Top 50 Songs (#8)          | Vincitore/trice |

Yinyuetai V-chart Awards
| Anno | Premio                               | Opera nominata | Risultato       |
| ---- | ------------------------------------ | -------------- | --------------- |
| 2015 | Wind Artist Awards Of The Year       | T-ara          | Vincitore/trice |
| 2015 | Kpop Most Popular Artist Of The Year | T-ara          | Vincitore/trice |

Hong Kong Youth Music Awards
| Anno | Premio     | Opera nominata | Risultato       |
| ---- | ---------- | -------------- | --------------- |
| 2015 | Asian Idol | T-ara          | Vincitore/trice |

Billboards
| Anno | Premio            | Opera nominata | Risultato       |
| ---- | ----------------- | -------------- | --------------- |
| 2015 | Fan Army Face-Off | #Queens        | Vincitore/trice |